# Jermaine Jackson-diszkográfia
Jermaine Jackson amerikai énekes diszkográfiája.

## Albumok

### Stúdióalbumok
| Év   | Cím                                            | USA slágerlista | USA R&B-slágerlista |
| ---- | ---------------------------------------------- | --------------- | ------------------- |
| 1972 | Jermaine                                       | 27              | 6                   |
| 1973 | Come into My Life                              | 152             | 30                  |
| 1975 | Do Unto Others (kiadatlan)                     | –               | –                   |
| 1976 | My Name Is Jermaine                            | 164             | 29                  |
| 1977 | Feel the Fire                                  | 174             | 36                  |
| 1978 | Frontiers                                      | –               | –                   |
| 1979 | Living (kiadatlan)                             | –               | –                   |
| 1979 | Let’s Get Serious                              | 6               | 1                   |
| 1980 | Jermaine                                       | 44              | 17                  |
| 1981 | I Like Your Style                              | 86              | 31                  |
| 1982 | Let Me Tickle Your Fancy                       | 46              | 9                   |
| 1984 | Dynamite (Jermaine Jackson címen is megjelent) | 19              | 13                  |
| 1986 | Precious Moments                               | 46              | 25                  |
| 1989 | Don’t Take It Personal                         | 115             | 18                  |
| 1991 | You Said                                       | –               | 39                  |

### Válogatásalbumok
| Év   | Cím                                                   | USA slágerlista | USA R&B-slágerlista |
| ---- | ----------------------------------------------------- | --------------- | ------------------- |
| 1979 | Motown Superstars Series Vol. 17                      | –               | –                   |
| 1991 | Greatest Hits & Rare Classics                         | –               | –                   |
| 1991 | Dynamite – The Encore Collection                      | –               | –                   |
| 2000 | The Heritage Collection                               | –               | –                   |
| 2001 | Ultimate Collection                                   | –               | –                   |
| 2007 | Big Brother Jermaine: The Jermaine Jackson Collection | –               | –                   |

### Kislemezek

#### A Motown Recordsnál
| Év   | Album                    | Cím                                       | Billboard Hot 100 | Billboard R&B | Brit slágerlista | Belga slágerlista |
| ---- | ------------------------ | ----------------------------------------- | ----------------- | ------------- | ---------------- | ----------------- |
| 1972 | Jermaine                 | That’s How Love Goes                      | 46                | 23            | –                | –                 |
| 1973 | Jermaine                 | Daddy’s Home                              | 9                 | 3             | –                | –                 |
| 1973 | Come into My Life        | The Bigger You Love (The Harder You Fall) | –                 | –             | –                | –                 |
| 1973 | Come into My Life        | You’re in Good Hands                      | 79                | 35            | –                | –                 |
| 1973 | Mahogany Soundtrack      | She’s the Ideal Girl                      | –                 | –             | –                | –                 |
| 1976 | My Name Is Jermaine      | Let’s Be Young Tonight                    | 55                | 19            | –                | –                 |
| 1977 | Feel the Fire            | You Need to Be Loved                      | –                 | 75            | –                | –                 |
| 1977 | Feel the Fire            | Take Time                                 | –                 | –             | –                | –                 |
| 1977 | Feel the Fire            | Feel the Fire                             | –                 | –             | –                | –                 |
| 1977 | Feel the Fire            | I Love You More                           | –                 | –             | –                | –                 |
| 1978 | Frontiers                | Castles of Sand                           | –                 | 38            | –                | –                 |
| 1979 | Let’s Get Serious        | Let’s Get Serious                         | 9                 | 1             | 8                | 19                |
| 1980 | Let’s Get Serious        | You’re Supposed to Keep Your Love for Me  | 34                | 32            | –                | –                 |
| 1980 | Let’s Get Serious        | Burnin’ Hot                               | –                 | –             | 32               | –                 |
| 1981 | Let’s Get Serious        | You Got to Hurry Girl                     | –                 | –             | –                | –                 |
| 1981 | Jermaine                 | Little Girl Don’t You Worry               | –                 | 17            | –                | –                 |
| 1981 | Jermaine                 | You Like Me Don’t You                     | 50                | 13            | 41               | –                 |
| 1981 | Jermaine                 | First You Laugh, Then You Cry             | –                 | –             | –                | –                 |
| 1981 | I Like Your Style        | Signed, Sealed, Delivered I’m Yours       | –                 | –             | –                | –                 |
| 1981 | I Like Your Style        | I’m Just Too Shy                          | 60                | 29            | –                | –                 |
| 1982 | I Like Your Style        | Paradise in Your Eyes                     | –                 | 60            | –                | –                 |
| 1982 | Let Me Tickle Your Fancy | Let Me Tickle Your Fancy                  | 18                | 5             | –                | –                 |
| 1982 | Let Me Tickle Your Fancy | Very Special Part                         | –                 | 54            | –                | –                 |
| 1982 | Let Me Tickle Your Fancy | Uh Uh, I Didn’t Do It                     | –                 | –             | –                | –                 |

#### Az Arista Recordsnál
| Év   | Album                  | Cím                                             | Billboard Hot 100 | Billboard R&B | Brit slágerlista | Belga slágerlista |
| ---- | ---------------------- | ----------------------------------------------- | ----------------- | ------------- | ---------------- | ----------------- |
| 1984 | Dynamite               | Dynamite                                        | 15                | 8             | –                | –                 |
| 1984 | Dynamite               | Tell Me I’m Not Dreamin’ (Too Good to be True)  | –                 | –             | –                | –                 |
| 1984 | Dynamite               | Sweetest Sweetest                               | –                 | –             | 52               | –                 |
| 1984 | Dynamite               | When the Rain Begins to Fall (w/ Pia Zadora)    | 54                | 61            | 68               | 1                 |
| 1984 | Dynamite               | Do What You Do                                  | 13                | 14            | 6                | 1                 |
| 1984 | Dynamite               | Take Good Care of My Heart (w/ Whitney Houston) | –                 | –             | –                | –                 |
| 1985 | Perfect (soundtrack)   | (Closest Thing) To Perfect                      | 67                | 63            | –                | 27                |
| 1986 | Precious Moments       | I Think It’s Love                               | 16                | 14            | –                | –                 |
| 1986 | Precious Moments       | Do You Remember Me                              | 71                | 40            | –                | –                 |
| 1986 | Precious Moments       | Lonely Won’t Leave Me Alone                     | –                 | –             | –                | 12                |
| 1987 | Precious Moments       | Words into Action                               | –                 | 90            | –                | 29                |
| 1986 | Melissa III            | Confessions (w/ Melissa)                        | –                 | –             | –                | –                 |
| 1989 | Don’t Take It Personal | Don’t Take It Personal                          | 64                | 1             | 69               | –                 |
| 1990 | Don’t Take It Personal | Two Ships (In the Night)                        | –                 | 21            | –                | –                 |
| 1990 | Don’t Take It Personal | I’d Like to Get to Know You                     | –                 | 27            | –                | –                 |
| 1990 |                        | Shout                                           | –                 | –             | –                | –                 |
| 1991 | You Said               | Word to the Badd!                               | 78                | 88            | –                | –                 |
| 1992 | You Said               | I Dream, I Dream                                | –                 | 30            | –                | –                 |
| 1995 |                        | Save Tomorrow                                   | –                 | –             | –                | –                 |
| 1996 |                        | I’m Feeling Good (Right Now)                    | –                 | –             | –                | –                 |
|      |                        | Strange What (Desire Can Do)                    | –                 | –             | –                | –                 |
| 2004 |                        | Living Your Dream                               | –                 | –             | –                | –                 |
| 2005 | Intentions             | Living a Dream                                  | –                 | –             | –                | –                 |